# Lakelse Hot Springs
Lakelse Hot Springs är en källa i Kanada.   Den ligger i provinsen British Columbia, i den sydvästra delen av landet, 3 800 km väster om huvudstaden Ottawa. Lakelse Hot Springs ligger 107 meter över havet. Den ligger vid sjön Lakelse Lake.
Terrängen runt Lakelse Hot Springs är kuperad västerut, men österut är den bergig. Närmaste större samhälle är Terrace, 19,0 km norr om Lakelse Hot Springs.
I omgivningarna runt Lakelse Hot Springs växer i huvudsak blandskog. Trakten runt Lakelse Hot Springs är nära nog obefolkad, med mindre än två invånare per kvadratkilometer.